# دیک راش
دیک راش (انگلیسی: Dick Rush؛ ۱۶ اوت ۱۸۸۲ – ۱۱ مارس ۱۹۵۶) بازیگر اهل ایالات متحده آمریکا بود. آخرین نقش او بازی در نقش کارآگاه فالکون در فیلم محمولهٔ شیطان بود.
از فیلم‌هایی که وی در آن نقش داشته‌است، می‌توان به فراتر از قانون، تمام شهر حرفش را می‌زنند، به دنبال مرد لاغر، محض رضای خدا و ۳ سکه طلا اشاره کرد.